# التلال لها عيون (فلم 2006)
التلال لها عيون (بالإنجليزية: The Hills Have Eyes) هو فيلم رعب تم إنتاجه في الولايات المتحدة وصدر سنة 2006، من بطولة ميخائيل سميث، إميلي دي رافن ودان بيرد وهو عبارة عن إعادة صناعة لفيلم يحمل نفس الاسم تم صدر سنة 1977.كلف الفيلم 15 مليون دولار وحقق أرباح تقدر بـ 69.6 مليون دولار.

## القصة
عائلة أمريكية تدعى آل كارتر، تذهب لقضاء عطلة قصيرة، فيضلون طريقهم إلى الصحراء حيث توجد مجموعة من العائلات المشوهة، والمضطربين ذهنيًا، ممن يعيشون الحياة بعيدًا عن المدينة والحضارة، وتندلع أحداث الفيلم في إطار مرعب.

## الممثلون
| الممثلين                 | ادوارهم       |
| ------------------------ | ------------- |
| كاثلين كوينلان           | اثيل كارتر    |
| فينيسا شو                | لين وود       |
| إيميلي دي رافين          | بريندا كارتر  |
| دان بيرد                 | بوبي كارتر    |
| توم باور                 |               |
| بيلي دراجو               |               |
| روبرت جوى                | السحلية       |
| عزرا بيززانجتون          |               |
| أرون ستانفورد            | دوغ وود       |
| تد ليفاين                | بيج بوب كارتر |
| ديزموند أسكو             |               |
| مايكل بيلي سميث          | بلوتو         |
| لورا أورتيز              | روبي          |
| غريغوري ناسوتيرو         | كيس           |
| سيدريك بروست             |               |
| ماكسيم جيفارد            |               |
| مااساي كاميليري بريزيوسي |               |
| إيفانا تيرسحيتتو         |               |
| جوديث جين فاليت          |               |
| آدم بيرريلل              |               |
| هايدي مونتاغ             |               |

## وصلات خارجية
- مقالات تستعمل روابط فنية بلا صلة مع ويكي بيانات